# Ню-Схемда
Ню-Схемда (нід. Nieuw-Scheemda) — село у муніципалітеті Олдамбт у провінції Гронінген, Нідерланди.